# 넷코드
넷코드(netcode)는 주로 비디오 게임 산업에서 온라인 게임상 네트워크 활동 중 클라이언트와 서버간의 동기화 문제를 지칭할 때 사용하는 우산 용어이다. 사용자가 랙을 경험하거나 입력이 무시되는 경우 흔히 "넷코드가 나쁘다"고 한다.
넷코드 문제의 주요 원인은 서버와 클라이언트 간의 높은 레이턴시, 패킷 손실, 혼잡 제어, 그 외 불규칙한 프레임 레이트같은 네트워크 외부 요인들이 있다. 넷코드는 네트워크상의 난점을 극복해 사용자간의 순조로운 상호작용이 가능하도록 설계한다.

## 같이 보기
- 온라인 게임
- GGPO